# Стівен Робінсон
Стівен Керн Робінсон (англ. Stephen Kern Robinson; нар. 26 жовтня 1955, Сакраменто, Каліфорнія) — колишній астронавт NASA.

## Навчання
Стівен був активним бойскаутом Америки, де він досягнув другий найвищий ступінь — Розвідник життя. Закінчив Робінсон середню школу Камполіндо в Моргані штат Каліфорнія в 1973 році, а в 1978 році отримав ступінь бакалавра в галузі машинобудування та авіаційного машинобудування в Університеті Каліфорнії в Девісі. У 1985 році Стівен отримав ступінь магістра в галузі машинобудування в Стенфордському університеті, а в 1990 році отримав ступінь доктора в галузі машинобудування у напрямку аеронавтики та космонавтики.

## Членство в організаціях
Робінсон є членом Американського інституту аеронавтики та космонавтики, Аерокосмічної медичної асоціації та експериментальної авіаційної асоціації.

## Нагороди та звання
Стівен Робінсон був нагороджений почесною нагородою Дослідницького центра Еймса  NASA  для вчених в 1989 році. В 1992 році він отримав нагороду  Outstanding Technical paper Award  за вклад в прикладній аеродинаміці від Американського інституту аеронавтики та космонавтики, а у 1993 році він отримав нагороду NASA/Space Club G. M. Low Memorial Engineering Fellowship.

## Кар'єра
Робінсон почав працювати в NASA, як студент-інтерн  NASA Дослідницького центра Еймса  в Маунтин-В'ю, штат Каліфорнія. Після  завершення навчання в Університеті Каліфорнії в Девісі, Стівен приєднався до NASA Ames в 1979 році, як вчений-дослідник в галузі гідроаеродинаміки, аеродинаміки, експериментальних приладів та обчислювальної наукової візуалізації. В той самий час, працюючи в Ames, астронавт продовжував здобувати ступені магістра та доктора в галузі машинобудування в Стенфордському Університеті, роблячи акцент на дослідження фізики турбулентності(24) та додаткових дослідженнях динаміки людського ока. Робінсон був обраний головою відділення фізики експериментальних потоків в дослідницькому центрі Ленглі NASA в Хемптоні, штат Вірджинія(в 1990 році. Тоді він керував групою з 35 інженерів та вчених з питань аеродинаміки та фізики рідин.
У 1993 році, був нагороджений NASA/Space Club Low Memorial Engineering Fellowship і був призначений на 15 місяців до Массаучусетського технологічного інституту на посаду виїзного інженера в лабораторію транспортних засобів. Як член лабораторії транспортних засобів, він провів нейровестибулярні дослідження астронавтів на місії Spacelab Life Sciences 2 Shuttle(STS-58). Інше дослідження Массаучусетського технологічного інституту включало динаміку захоплення супутника і космічного будівництва.  В той самий час в Кембриджі, штат Массаучсетс Робінсон також був виїзним науковцем Національного центру транспортних систем Вольпе Міністерства транспорту США,  роблячи дослідження про моделювання навколишнього середовища для авіасимулятора, людських факторів кабіни для процедур підходу gps-керованих приладів та дисплеїв рухомої карти.
Робінсон повернувся до NASA в  Ленглі у вересні 1994 року, де він прийняв подвійне завдання в якості наукового співробітника в галузі оптимізації мультидисциплінарного проектування, а також як лідер аеродинаміки і акустики елемента програми NASA General Aviation Technology.
Стівен Робінсон провів більш ніж 1 400 годин в космічних кораблях, починаючи від антикварних хвостосховиїв до літаків NASA.
Робінсон почав робити все можливе, щоб стати астронавтом в 1983 році, і був обраний, щоб приєднатися до Корпусу астронавтів NASA в 1995 році. Він літав на 4 місії Space Shuttle: STS-85, STS-95, STS-114 і STS-130. Робінсон служив інженером резервного польоту для Міжнародної космічної станції Експедиція 4.
3 серпня 2005 року в якості фахівця місії (і інженера польоту) на STS-114, перша місія якого була повернення до польоту після Катастрофи шатла «Колумбія», Робінсон став першою людиною, що виконала ремонт у польоті до екстер'єру Shuttle. Астронавт був відісланий, щоб усунути 2  виступаючі розриви наповнювача на тепловому щиті Discovery, після того як  інженери визначили, що вони можуть становити небезпеку при повернені. Робінсон успішно усунув  витік матеріалу, поки Discovery був пришвартований  до Міжнародної космічної станції. Робінсон виконав ще одне першенство на STS-114, коли зробив перший подкаст з космосу 7 серпня 2005 року. Його автопортрет, зроблений під час ремонту, вважався одним з ранніх космічних селфі.
Робінсон служив фахівцем місії і інженером польоту на STS-130, який був запущений 8 лютого 2010 року і рандеву з Міжнародною космічною станцією 10 лютого. Коли Стівен був офіцером, який працює всередині корабля, він керував трьома EVAs, пов'язані з установкою та активацією Транквіліті (модуль МКС) та Купол (модуль МКС).
Стівен також служив як контролер польоту для різних місій Space Shuttle.
Він пішов з Корпусу астронавтів у липні 2012 року, щоб зайняти викладацьку посаду штатного професора кафедри механіко-аерокосмічної інженерії Каліфорнійського університету в Девісі. «Всьому Офісу Астронавтів буде не вистачати Стівена»,- так  прокоментувала відставку Стівена Робінсона Джанет Лінн Каванді, директор з операцій льотного екіпажу. «Він був колегою, товаришем, і я особисто буду сумувати за його вічно позитивним настроєм і усміхненим обличчям. Ми бажаємо йому найкращого в його майбутніх починаннях, і ми впевнені, що він буде позитивним впливом і чудовим наставником для молодого покоління в Каліфорнійському університеті в Девісі».
Робінсон в даний час керує Центром людської / робототехніки / інтеграції транспортних засобів та продуктивності UC Davis.

## Особисте життя
Стівен Робінсон обожнює польоти, антикварні космічні кораблі, плавання, веслування на каное, походи, музика, мистецтво, і стерео фотографії. Він грає на соло-гітарі в рок-н-рольному гурті Max Q. Його канадські батьки, Вільям, землевласник, і Джойс Робінсон, проживають в Моразі, штат Каліфорнія.